# Nematocryptus sordidus
Nematocryptus sordidus là một loài tò vò trong họ Ichneumonidae.